# Ото IV фон Хоя
Ото IV фон Хоя (на немски: Otto IV von Hoya, † 14 октомври 1424 в Беверунген) е епископ на Мюнстер (1392 – 1424) и администратор на Оснабрюк (1410 – 1424).

## Биография
Той е син на граф Йохан II фон Хоя (1319 – 1377) и съпругата му Хелене фон Саксония-Лауенбург, дъщеря на херцог Ерих I фон Саксония-Лауенбург от род Аскани. Неговите братя са Ерих I, от 1377 до 1426 г. граф на Хоя и Йохан I фон Хоя, 1394 – 1399 г. княжески епископ на Падерборн и княжески епископ на Хилдесхайм (1399 – 1424).
В началото Ото участва в управлението на Графство Хоя. През 1382 г. той започва църковна кариера.